# 小行星18239
小行星18239（18239 Ekers）是一颗绕太阳运转的小行星，为主小行星带小行星。该小行星于1973年9月29日发现。

## 轨道参数
小行星18239的轨道半长轴为3.0758457 UA，离心率为0.165。